# Султан Ахмед мирза
Султан Ахмед Мирза (1451—1494) — правитель, 7-й султан Мавераннахра (1469—1494) из династии Тимуридов.

## Биография
Султан Ахмед мирза (1451-1494), старший сын тимурида Абу Сеида, родился в 1451 году в Самарканде. В 1469 году, после трагической гибели отца, возглавил государство Тимуридов в Мавераннахре. Годы правления (1469-1494). Мать была дочерью Орда Буга тархана. Отец пожаловал ему в наместничество области Самарканда и Бухары. Позже к его владениям были присоединены Ташкент, Шахрухия и Сайрам. Затем он сам отдал во владение брату Умар-Шейх-Мирзу Ташкент и Сайрам.
По описанию его племянника Бабура, он был 

человеком высокого роста, с темно-русой бородой, краснолицый и тучный. Борода у него была на подбородке, на обеих щеках бороды не было. Он был очень хороший собеседник.
Он был мюридом Ходжа Ахрара Валы, который оказывал ему почтение и поддержку.
Большинство важных дел он решал согласно пути закона. Стрелял он из лука очень хорошо и большей частью попадал пернатой и бесперой стрелой в утку. Он был любителем соколиной охоты.
Одним из авторитетных его эмиров являлся Абдулали-тархан.

## Дети Султан Ахмед мирзы
У него было два сына, которые умерли в младенчестве, и пять дочерей. Старше всех была Рабия Султан бегим, её называли Кара Куз биким.
Бабур в своих воспоминаниях описывает обычаи при дворе Султан Ахмеда: 

Когда я пяти лет от роду прибыл в Самарканд к Султан Ахмед мирзе, он только что взял в жены Ханзаде биким, из [дома] термезских ханзаде и она еще носила на лице покрывало. По тюркскому обычаю мне приказали открыть ей лицо.

## Смерть
Султан Ахмед мирза скончался близ Ура-тюбе в 1494 году. После него на престол в Самарканде взошел его брат Султан Махмуд мирза.